# Toppgrund
Toppgrund är en klippa i Finland.   Den ligger i kommunen Pargas i den ekonomiska regionen  Åboland  och landskapet Egentliga Finland, i den sydvästra delen av landet, 200 km väster om huvudstaden Helsingfors.
Terrängen runt Toppgrund är mycket platt. Havet är nära Toppgrund söderut.  Närmaste större samhälle är Tövsala, 18,6 km nordost om Toppgrund. 